# Верховна Рада України IV скликання
Верховна Рада України 4-го скликання — Верховна Рада, обрана на чергових виборах 31 березня 2002 року.

## Склад
Сформована за результатами виборів до Верховної Ради 31 березня 2002 року.
|         | Партія, блок                                            | Лідер                          | % голосів | Депутатів за списками | Депутатів за округами | Усього |
| ------- | ------------------------------------------------------- | ------------------------------ | --------- | --------------------- | --------------------- | ------ |
|         | Блок Віктора Ющенка «Наша Україна»                      | Ющенко Віктор Андрійович       | 23,57     | 70                    | 42                    | 112    |
|         | Блок «За єдину Україну!»                                | Литвин Володимир Михайлович    | 11,77     | 35                    | 66                    | 101    |
|         | Комуністична партія України                             | Симоненко Петро Миколайович    | 19,98     | 59                    | 6                     | 65     |
|         | Соціал-демократична партія України (об'єднана)          | Медведчук Віктор Володимирович | 6,27      | 19                    | 5                     | 24     |
|         | Соціалістична партія України                            | Мороз Олександр Олександрович  | 6,87      | 20                    | 3                     | 23     |
|         | Блок «Виборчий блок Юлії Тимошенко»                     | Тимошенко Юлія Володимирівна   | 7,28      | 22                    | 0                     | 22     |
|         | Блок «Демократична партія України — Демократичний союз» |                                |           | —                     | 4                     | 4      |
|         | Блок «Єдність»                                          |                                |           | —                     | 3                     | 3      |
|         | Партія національно-економічного розвитку України        |                                |           | —                     | 1                     | 1      |
|         | Українська морська партія                               |                                |           | —                     | 1                     | 1      |
|         | Самовисуванці                                           |                                |           | —                     | 94                    | 94     |
| Загалом | Загалом                                                 | Загалом                        | Загалом   | 450                   | 450                   | 450    |

### Фракції
- Регіони України — 60 депутатів
- Комуністична партія України — 56 депутатів
- Блок Юлії Тимошенко — 42 депутати
- Наша Україна — 41 депутат
- Народна партія України — 41 депутат
- Позафракційні — 35 депутатів
- Соціалістична партія України — 30 депутатів
- Група Народного блоку Литвина — 22 депутати
- Соціал-демократична партія України (об'єднана) — 19 депутатів
- Українська Народна Партія — 18 депутатів
- Народний Рух України — 16 депутатів
- Партія промисловців і підприємців України — 16 депутатів
- ВІДРОДЖЕННЯ — 15 депутатів
- Реформи і порядок — 15 депутатів
- Демократичні ініціативи – [Народовладдя] (Степан Гавриш)[1]
- Єдина Україна (Богдан Губський)[1][2][3]
- Європейський вибір

## Керівництво
| Посада        | Особа                          | Час на посаді                      | Партія                                         |
| ------------- | ------------------------------ | ---------------------------------- | ---------------------------------------------- |
| Голова        | Литвин Володимир Михайлович    | 28 травня 2002 — 25 травня 2006    | За єдину Україну!                              |
| 1-й Заступник | Васильєв Геннадій Андрійович   | 28 травня 2002 — 18 листопада 2003 | За єдину Україну!                              |
| 1-й Заступник | Мартинюк Адам Іванович         | 18 листопада 2003 — 26 квітня 2006 | Комуністична партія України                    |
| Заступник     | Зінченко Олександр Олексійович | 28 травня 2002 — 17 березня 2005   | Соціал-демократична партія України (об'єднана) |

## Робота
- 27 вересня 2002 — оголошено про створення більшості на базі 9 фракцій: ПППУ та «Трудової України» (41), «Регіони України» (37), СДПУ(О) (36), група «Європейський вибір» (18), група «Демократичні ініціативи» (19), фракція НДП (17), «Народовладдя» (18), фракція «Аграрії України» (16), група «Народний вибір» (14)[4].

### Урядові посади
- 21 листопада 2002 — Віктор Янукович Прем'єр-міністром України
- 4 лютого 2005 — Юлія Тимошенко Прем'єр-міністром України
- 22 вересня 2005 — Юрій Єхануров Прем'єр-міністром України

### Закони
- 8 грудня 2004 — Закон України «Про внесення змін до Конституції України» (2004)

### Інше
- 28 листопада 2004 — Перший Всеукраїнський з'їзд народних депутатів та депутатів місцевих рад

## Депутати
Народні депутати четвертого скликання Верховної Ради України (2002–2006):
Список депутатів
| ПІБ                                    | Фото | Партія                                                  | Область                   | № округу | № у списку | Початок повноважень | Кінець повноважень |
| -------------------------------------- | ---- | ------------------------------------------------------- | ------------------------- | -------- | ---------- | ------------------- | ------------------ |
| Ющенко Віктор Андрійович               |      | Блок Віктора Ющенка «Наша Україна»                      | Багатомандатний округ     |          | 1          | 14.05.2002          | 23.01.2005         |
| Стоян Олександр Миколайович            |      | Блок Віктора Ющенка «Наша Україна»                      | Багатомандатний округ     |          | 2          | 14.05.2002          | 25.05.2006         |
| Удовенко Геннадій Йосипович            |      | Блок Віктора Ющенка «Наша Україна»                      | Багатомандатний округ     |          | 3          | 14.05.2002          | 21.05.2005         |
| Костенко Юрій Іванович                 |      | Блок Віктора Ющенка «Наша Україна»                      | Багатомандатний округ     |          | 4          | 14.05.2002          | 25.05.2006         |
| Пинзеник Віктор Михайлович             |      | Блок Віктора Ющенка «Наша Україна»                      | Багатомандатний округ     |          | 5          | 14.05.2002          | 07.07.2005         |
| Григорович Лілія Степанівна            |      | Блок Віктора Ющенка «Наша Україна»                      | Багатомандатний округ     |          | 6          | 14.05.2002          | 25.05.2006         |
| Слободян Олександр В'ячеславович       |      | Блок Віктора Ющенка «Наша Україна»                      | Багатомандатний округ     |          | 7          | 14.05.2002          | 25.05.2006         |
| Заєць Іван Олександрович               |      | Блок Віктора Ющенка «Наша Україна»                      | Багатомандатний округ     |          | 8          | 14.05.2002          | 25.05.2006         |
| Тарасюк Борис Іванович                 |      | Блок Віктора Ющенка «Наша Україна»                      | Багатомандатний округ     |          | 9          | 14.05.2002          | 17.03.2005         |
| Жулинський Микола Григорович           |      | Блок Віктора Ющенка «Наша Україна»                      | Багатомандатний округ     |          | 10         | 14.05.2002          | 25.05.2006         |
| Стецько Ярослава Йосипівна             |      | Блок Віктора Ющенка «Наша Україна»                      | Багатомандатний округ     |          | 11         | 14.05.2002          | 12.03.2003         |
| Танюк Леонід Степанович                |      | Блок Віктора Ющенка «Наша Україна»                      | Багатомандатний округ     |          | 12         | 14.05.2002          | 25.05.2006         |
| Безсмертний Роман Петрович             |      | Блок Віктора Ющенка «Наша Україна»                      | Багатомандатний округ     |          | 13         | 14.05.2002          | 03.03.2005         |
| Плютинський Володимир Антонович        |      | Блок Віктора Ющенка «Наша Україна»                      | Багатомандатний округ     |          | 14         | 14.05.2002          | 25.05.2006         |
| Коваль Вячеслав Станіславович          |      | Блок Віктора Ющенка «Наша Україна»                      | Багатомандатний округ     |          | 15         | 14.05.2002          | 25.05.2006         |
| Соболєв Сергій Владиславович           |      | Блок Віктора Ющенка «Наша Україна»                      | Багатомандатний округ     |          | 16         | 14.05.2002          | 25.05.2006         |
| Кармазін Юрій Анатолійович             |      | Блок Віктора Ющенка «Наша Україна»                      | Багатомандатний округ     |          | 17         | 14.05.2002          | 25.05.2006         |
| Сандлер Дмитро Михайлович              |      | Блок Віктора Ющенка «Наша Україна»                      | Багатомандатний округ     |          | 18         | 14.05.2002          | 25.05.2006         |
| Ключковський Юрій Богданович           |      | Блок Віктора Ющенка «Наша Україна»                      | Багатомандатний округ     |          | 19         | 14.05.2002          | 25.05.2006         |
| Кириленко В'ячеслав Анатолійович       |      | Блок Віктора Ющенка «Наша Україна»                      | Багатомандатний округ     |          | 20         | 14.05.2002          | 03.03.2005         |
| Макеєнко Володимир Володимирович       |      | Блок Віктора Ющенка «Наша Україна»                      | Багатомандатний округ     |          | 21         | 14.05.2002          | 25.05.2006         |
| Мусіяка Віктор Лаврентійович           |      | Блок Віктора Ющенка «Наша Україна»                      | Багатомандатний округ     |          | 22         | 14.05.2002          | 25.05.2006         |
| Ярославський Олексій Владиленович      |      | Блок Віктора Ющенка «Наша Україна»                      | Багатомандатний округ     |          | 23         | 14.05.2002          | 25.05.2006         |
| Капустін Віктор Володимирович          |      | Блок Віктора Ющенка «Наша Україна»                      | Багатомандатний округ     |          | 24         | 14.05.2002          | 16.06.2005         |
| Галієв Ернест Едуардович               |      | Блок Віктора Ющенка «Наша Україна»                      | Багатомандатний округ     |          | 25         | 14.05.2002          | 25.05.2006         |
| Єхануров Юрій Іванович                 |      | Блок Віктора Ющенка «Наша Україна»                      | Багатомандатний округ     |          | 26         | 14.05.2002          | 23.06.2005         |
| Філенко Володимир Пилипович            |      | Блок Віктора Ющенка «Наша Україна»                      | Багатомандатний округ     |          | 27         | 14.05.2002          | 25.05.2006         |
| Джемілєв Мустафа                       |      | Блок Віктора Ющенка «Наша Україна»                      | Багатомандатний округ     |          | 28         | 14.05.2002          | 25.05.2006         |
| Рибачук Олег Борисович                 |      | Блок Віктора Ющенка «Наша Україна»                      | Багатомандатний округ     |          | 29         | 14.05.2002          | 03.03.2005         |
| Червоненко Євген Альфредович           |      | Блок Віктора Ющенка «Наша Україна»                      | Багатомандатний округ     |          | 30         | 14.05.2002          | 17.03.2005         |
| Драч Іван Федорович                    |      | Блок Віктора Ющенка «Наша Україна»                      | Багатомандатний округ     |          | 31         | 14.05.2002          | 25.05.2006         |
| Стретович Володимир Миколайович        |      | Блок Віктора Ющенка «Наша Україна»                      | Багатомандатний округ     |          | 32         | 14.05.2002          | 25.05.2006         |
| Жванія Давид Важаєвич                  |      | Блок Віктора Ющенка «Наша Україна»                      | Багатомандатний округ     |          | 33         | 14.05.2002          | 07.04.2005         |
| Зімін Олег Петрович                    |      | Блок Віктора Ющенка «Наша Україна»                      | Багатомандатний округ     |          | 34         | 14.05.2002          | 25.05.2006         |
| Чорноволенко Олександр Віленович       |      | Блок Віктора Ющенка «Наша Україна»                      | Багатомандатний округ     |          | 35         | 14.05.2002          | 25.05.2006         |
| Довгий Тарас Олексійович               |      | Блок Віктора Ющенка «Наша Україна»                      | Багатомандатний округ     |          | 36         | 14.05.2002          | 25.05.2006         |
| Загрева Борис Юхимович                 |      | Блок Віктора Ющенка «Наша Україна»                      | Багатомандатний округ     |          | 37         | 14.05.2002          | 25.05.2006         |
| Ігнатенко Павло Миколайович            |      | Блок Віктора Ющенка «Наша Україна»                      | Багатомандатний округ     |          | 38         | 14.05.2002          | 03.03.2005         |
| Шандра Володимир Миколайович           |      | Блок Віктора Ющенка «Наша Україна»                      | Багатомандатний округ     |          | 39         | 14.05.2002          | 03.03.2005         |
| Павленко Юрій Олексійович              |      | Блок Віктора Ющенка «Наша Україна»                      | Багатомандатний округ     |          | 40         | 14.05.2002          | 03.03.2005         |
| Третьяков Олександр Юрійович           |      | Блок Віктора Ющенка «Наша Україна»                      | Багатомандатний округ     |          | 41         | 14.05.2002          | 03.03.2005         |
| Трофименко Вадим Всеволодович          |      | Блок Віктора Ющенка «Наша Україна»                      | Багатомандатний округ     |          | 42         | 14.05.2002          | 25.05.2006         |
| Васюник Іван Васильович                |      | Блок Віктора Ющенка «Наша Україна»                      | Багатомандатний округ     |          | 43         | 14.05.2002          | 19.05.2005         |
| Щербань Володимир Петрович             |      | Блок Віктора Ющенка «Наша Україна»                      | Багатомандатний округ     |          | 44         | 14.05.2002          | 19.06.2003         |
| Ющенко Петро Андрійович                |      | Блок Віктора Ющенка «Наша Україна»                      | Багатомандатний округ     |          | 45         | 14.05.2002          | 25.05.2006         |
| Гурвіц Едуард Йосипович                |      | Блок Віктора Ющенка «Наша Україна»                      | Багатомандатний округ     |          | 46         | 14.05.2002          | 08.09.2005         |
| Черняк Володимир Кирилович             |      | Блок Віктора Ющенка «Наша Україна»                      | Багатомандатний округ     |          | 47         | 14.05.2002          | 25.05.2006         |
| Кендзьор Ярослав Михайлович            |      | Блок Віктора Ющенка «Наша Україна»                      | Багатомандатний округ     |          | 48         | 14.05.2002          | 25.05.2006         |
| Скомаровський Володимир Володимирович  |      | Блок Віктора Ющенка «Наша Україна»                      | Багатомандатний округ     |          | 49         | 14.05.2002          | 17.03.2005         |
| Морозов Олександр Валерійович          |      | Блок Віктора Ющенка «Наша Україна»                      | Багатомандатний округ     |          | 50         | 14.05.2002          | 08.09.2005         |
| Гринів Ігор Олексійович                |      | Блок Віктора Ющенка «Наша Україна»                      | Багатомандатний округ     |          | 51         | 14.05.2002          | 25.05.2006         |
| Альошин Валерій Борисович              |      | Блок Віктора Ющенка «Наша Україна»                      | Багатомандатний округ     |          | 52         | 14.05.2002          | 25.05.2006         |
| Омельченко Олександр Олександрович     |      | Блок Віктора Ющенка «Наша Україна»                      | Багатомандатний округ     |          | 53         | 14.05.2002          | 25.05.2006         |
| Костинюк Богдан Іванович               |      | Блок Віктора Ющенка «Наша Україна»                      | Багатомандатний округ     |          | 54         | 14.05.2002          | 25.05.2006         |
| Червоній Василь Михайлович             |      | Блок Віктора Ющенка «Наша Україна»                      | Багатомандатний округ     |          | 55         | 14.05.2002          | 17.03.2005         |
| Бартків Василь Павлович                |      | Блок Віктора Ющенка «Наша Україна»                      | Багатомандатний округ     |          | 56         | 14.05.2002          | 25.05.2006         |
| Івченко Олексій Григорович             |      | Блок Віктора Ющенка «Наша Україна»                      | Багатомандатний округ     |          | 57         | 14.05.2002          | 07.07.2005         |
| Мовчан Павло Михайлович                |      | Блок Віктора Ющенка «Наша Україна»                      | Багатомандатний округ     |          | 58         | 14.05.2002          | 25.05.2006         |
| Буряк Олександр Васильович             |      | Блок Віктора Ющенка «Наша Україна»                      | Багатомандатний округ     |          | 59         | 14.05.2002          | 25.05.2006         |
| Чубаров Рефат Абдурахманович           |      | Блок Віктора Ющенка «Наша Україна»                      | Багатомандатний округ     |          | 61         | 14.05.2002          | 25.05.2006         |
| Томенко Микола Володимирович           |      | Блок Віктора Ющенка «Наша Україна»                      | Багатомандатний округ     |          | 62         | 14.05.2002          | 03.03.2005         |
| Джоджик Ярослав Іванович               |      | Блок Віктора Ющенка «Наша Україна»                      | Багатомандатний округ     |          | 63         | 14.05.2002          | 25.05.2006         |
| Матвійчук Едуард Леонідович            |      | Блок Віктора Ющенка «Наша Україна»                      | Багатомандатний округ     |          | 64         | 14.05.2002          | 25.05.2006         |
| Косів Михайло Васильович               |      | Блок Віктора Ющенка «Наша Україна»                      | Багатомандатний округ     |          | 65         | 14.05.2002          | 25.05.2006         |
| Римарук Олександр Іванович             |      | Блок Віктора Ющенка «Наша Україна»                      | Багатомандатний округ     |          | 66         | 14.05.2002          | 25.05.2006         |
| Олексіюк Сергій Сергійович             |      | Блок Віктора Ющенка «Наша Україна»                      | Багатомандатний округ     |          | 67         | 14.05.2002          | 25.05.2006         |
| Юхновський Ігор Рафаїлович             |      | Блок Віктора Ющенка «Наша Україна»                      | Багатомандатний округ     |          | 68         | 14.05.2002          | 25.05.2006         |
| Іванчо Іван Васильович                 |      | Блок Віктора Ющенка «Наша Україна»                      | Багатомандатний округ     |          | 69         | 14.05.2002          | 25.05.2006         |
| Білозір Оксана Володимирівна           |      | Блок Віктора Ющенка «Наша Україна»                      | Багатомандатний округ     |          | 70         | 14.05.2002          | 03.03.2005         |
| Томич Іван Федорович                   |      | Блок Віктора Ющенка «Наша Україна»                      | Багатомандатний округ     |          | 71         | 14.05.2002          | 25.05.2006         |
| Чечель Микола Йосипович                |      | Блок Віктора Ющенка «Наша Україна»                      | Багатомандатний округ     |          | 72         | 01.04.2003          | 25.05.2006         |
| Кульчинський Микола Георгійович        |      | Блок Віктора Ющенка «Наша Україна»                      | Багатомандатний округ     |          | 73         | 01.07.2003          | 25.05.2006         |
| Бондаренко Олена Федорівна             |      | Блок Віктора Ющенка «Наша Україна»                      | Багатомандатний округ     |          | 74         | 01.02.2005          | 25.05.2006         |
| Пак Володимир Петрович                 |      | Блок Віктора Ющенка «Наша Україна»                      | Багатомандатний округ     |          | 75         | 16.03.2005          | 25.05.2006         |
| Давимука Степан Антонович              |      | Блок Віктора Ющенка «Наша Україна»                      | Багатомандатний округ     |          | 77         | 16.03.2005          | 25.05.2006         |
| Ратушний Михайло Ярославович           |      | Блок Віктора Ющенка «Наша Україна»                      | Багатомандатний округ     |          | 78         | 16.03.2005          | 25.05.2006         |
| Жижко Сергій Андрійович                |      | Блок Віктора Ющенка «Наша Україна»                      | Багатомандатний округ     |          | 79         | 16.03.2005          | 25.05.2006         |
| Ульянченко Віра Іванівна               |      | Блок Віктора Ющенка «Наша Україна»                      | Багатомандатний округ     |          | 80         | 16.03.2005          | 25.05.2006         |
| Шевченко Віталій Федорович             |      | Блок Віктора Ющенка «Наша Україна»                      | Багатомандатний округ     |          | 81         | 16.03.2005          | 08.09.2005         |
| Сидоренко Микола Якович                |      | Блок Віктора Ющенка «Наша Україна»                      | Багатомандатний округ     |          | 82         | 16.03.2005          | 09.09.2005         |
| Криворучко Юрій Зеновійович            |      | Блок Віктора Ющенка «Наша Україна»                      | Багатомандатний округ     |          | 83         | 16.03.2005          | 25.05.2006         |
| Ткаленко Олександр Сергійович          |      | Блок Віктора Ющенка «Наша Україна»                      | Багатомандатний округ     |          | 85         | 05.04.2005          | 25.05.2006         |
| Келестин Валерій Васильович            |      | Блок Віктора Ющенка «Наша Україна»                      | Багатомандатний округ     |          | 86         | 05.04.2005          | 25.05.2006         |
| Поживанов Михайло Олександрович        |      | Блок Віктора Ющенка «Наша Україна»                      | Багатомандатний округ     |          | 87         | 05.04.2005          | 25.05.2006         |
| Ляпіна Ксенія Михайлівна               |      | Блок Віктора Ющенка «Наша Україна»                      | Багатомандатний округ     |          | 88         | 05.04.2005          | 25.05.2006         |
| Корчинський Анатолій Іванович          |      | Блок Віктора Ющенка «Наша Україна»                      | Багатомандатний округ     |          | 89         | 19.04.2005          | 25.05.2006         |
| Усаченко Лариса Михайлівна             |      | Блок Віктора Ющенка «Наша Україна»                      | Багатомандатний округ     |          | 90         | 31.05.2005          | 25.05.2006         |
| Ружицький Антон Матвійович             |      | Блок Віктора Ющенка «Наша Україна»                      | Багатомандатний округ     |          | 91         | 23.06.2005          | 25.05.2006         |
| Діденко Юрій Володимирович             |      | Блок Віктора Ющенка «Наша Україна»                      | Багатомандатний округ     |          | 92         | 05.07.2005          | 25.05.2006         |
| Буца Богдан Еманоїлович                |      | Блок Віктора Ющенка «Наша Україна»                      | Багатомандатний округ     |          | 93         | 08.07.2005          | 06.10.2005         |
| Цибулько Володимир Миколайович         |      | Блок Віктора Ющенка «Наша Україна»                      | Багатомандатний округ     |          | 94         | 06.09.2005          | 25.05.2006         |
| Глухівський Лев Йосипович              |      | Блок Віктора Ющенка «Наша Україна»                      | Багатомандатний округ     |          | 95         | 20.09.2005          | 25.05.2006         |
| Ступак Володимир Федорович             |      | Блок Віктора Ющенка «Наша Україна»                      | Багатомандатний округ     |          | 96         | 20.09.2005          | 25.05.2006         |
| Марченко Олександр Володимирович       |      | Блок Віктора Ющенка «Наша Україна»                      | Багатомандатний округ     |          | 97         | 20.09.2005          | 25.05.2006         |
| Поровський Микола Іванович             |      | Блок Віктора Ющенка «Наша Україна»                      | Багатомандатний округ     |          | 98         | 20.09.2005          | 25.05.2006         |
| Павличко Дмитро Васильович             |      | Блок Віктора Ющенка «Наша Україна»                      | Багатомандатний округ     |          | 99         | 21.10.2005          | 25.05.2006         |
| Симоненко Петро Миколайович            |      | Комуністична партія України                             | Багатомандатний округ     |          | 1          | 14.05.2002          | 25.05.2006         |
| Парубок Омелян Никонович               |      | Комуністична партія України                             | Багатомандатний округ     |          | 2          | 14.05.2002          | 25.05.2006         |
| Герасимов Іван Олександрович           |      | Комуністична партія України                             | Багатомандатний округ     |          | 3          | 14.05.2002          | 25.05.2006         |
| Олійник Борис Ілліч                    |      | Комуністична партія України                             | Багатомандатний округ     |          | 4          | 14.05.2002          | 25.05.2006         |
| Заклунна-Мироненко Валерія Гавриїлівна |      | Комуністична партія України                             | Багатомандатний округ     |          | 5          | 14.05.2002          | 25.05.2006         |
| Мартинюк Адам Іванович                 |      | Комуністична партія України                             | Багатомандатний округ     |          | 6          | 14.05.2002          | 25.05.2006         |
| Гуренко Станіслав Іванович             |      | Комуністична партія України                             | Багатомандатний округ     |          | 7          | 14.05.2002          | 25.05.2006         |
| Ткаченко Олександр Миколайович         |      | Комуністична партія України                             | Багатомандатний округ     |          | 8          | 14.05.2002          | 25.05.2006         |
| Наливайко Анатолій Михайлович          |      | Комуністична партія України                             | Багатомандатний округ     |          | 9          | 14.05.2002          | 25.05.2006         |
| Блохін Олег Володимирович              |      | Комуністична партія України                             | Багатомандатний округ     |          | 10         | 14.05.2002          | 25.05.2006         |
| Грач Леонід Іванович                   |      | Комуністична партія України                             | Багатомандатний округ     |          | 11         | 14.05.2002          | 25.05.2006         |
| Матвєєв Валентин Григорович            |      | Комуністична партія України                             | Багатомандатний округ     |          | 12         | 14.05.2002          | 25.05.2006         |
| Цибенко Петро Степанович               |      | Комуністична партія України                             | Багатомандатний округ     |          | 13         | 14.05.2002          | 25.05.2006         |
| Крючков Георгій Корнійович             |      | Комуністична партія України                             | Багатомандатний округ     |          | 14         | 14.05.2002          | 25.05.2006         |
| Самойлик Катерина Семенівна            |      | Комуністична партія України                             | Багатомандатний округ     |          | 15         | 14.05.2002          | 25.05.2006         |
| Хара Василь Георгійович                |      | Комуністична партія України                             | Багатомандатний округ     |          | 16         | 14.05.2002          | 25.05.2006         |
| Матвєєв Володимир Йосипович            |      | Комуністична партія України                             | Багатомандатний округ     |          | 17         | 14.05.2002          | 25.05.2006         |
| Сіренко Василь Федорович               |      | Комуністична партія України                             | Багатомандатний округ     |          | 18         | 14.05.2002          | 25.05.2006         |
| Буйко Георгій Володимирович            |      | Комуністична партія України                             | Багатомандатний округ     |          | 19         | 14.05.2002          | 25.05.2006         |
| Потебенько Михайло Олексійович         |      | Комуністична партія України                             | Багатомандатний округ     |          | 20         | 14.05.2002          | 25.05.2006         |
| Александровська Алла Олександрівна     |      | Комуністична партія України                             | Багатомандатний округ     |          | 21         | 14.05.2002          | 25.05.2006         |
| Мішура Валерій Дмитрович               |      | Комуністична партія України                             | Багатомандатний округ     |          | 22         | 14.05.2002          | 25.05.2006         |
| Бабурін Олексій Васильович             |      | Комуністична партія України                             | Багатомандатний округ     |          | 23         | 14.05.2002          | 25.05.2006         |
| Пономаренко Георгій Григорович         |      | Комуністична партія України                             | Багатомандатний округ     |          | 24         | 14.05.2002          | 25.05.2006         |
| Пузаков Володимир Тихонович            |      | Комуністична партія України                             | Багатомандатний округ     |          | 25         | 14.05.2002          | 25.05.2006         |
| Кравченко Микола Васильович            |      | Комуністична партія України                             | Багатомандатний округ     |          | 26         | 14.05.2002          | 25.05.2006         |
| Лещенко Володимир Олексійович          |      | Комуністична партія України                             | Багатомандатний округ     |          | 27         | 14.05.2002          | 25.05.2006         |
| Чичканов Сергій Владленович            |      | Комуністична партія України                             | Багатомандатний округ     |          | 28         | 14.05.2002          | 25.05.2006         |
| Петров Віктор Борисович                |      | Комуністична партія України                             | Багатомандатний округ     |          | 29         | 14.05.2002          | 25.05.2006         |
| Лобода Михайло Васильович              |      | Комуністична партія України                             | Багатомандатний округ     |          | 30         | 14.05.2002          | 25.05.2006         |
| Масенко Олександр Миколайович          |      | Комуністична партія України                             | Багатомандатний округ     |          | 31         | 14.05.2002          | 25.05.2006         |
| Грачев Олег Олексійович                |      | Комуністична партія України                             | Багатомандатний округ     |          | 32         | 14.05.2002          | 25.05.2006         |
| Аніщук Володимир Васильович            |      | Комуністична партія України                             | Багатомандатний округ     |          | 33         | 14.05.2002          | 25.05.2006         |
| Полііт Андрій Анатолійович             |      | Комуністична партія України                             | Багатомандатний округ     |          | 34         | 14.05.2002          | 25.05.2006         |
| Борщевський Віктор Валентинович        |      | Комуністична партія України                             | Багатомандатний округ     |          | 35         | 14.05.2002          | 25.05.2006         |
| Бондарчук Олександр Васильович         |      | Комуністична партія України                             | Багатомандатний округ     |          | 36         | 14.05.2002          | 25.05.2006         |
| Доманський Анатолій Іванович           |      | Комуністична партія України                             | Багатомандатний округ     |          | 37         | 14.05.2002          | 25.05.2006         |
| Шульга Микола Олександрович            |      | Комуністична партія України                             | Багатомандатний округ     |          | 38         | 14.05.2002          | 25.05.2006         |
| Єщенко Володимир Миколайович           |      | Комуністична партія України                             | Багатомандатний округ     |          | 39         | 14.05.2002          | 18.01.2006         |
| Анастасієв Валентин Олексійович        |      | Комуністична партія України                             | Багатомандатний округ     |          | 40         | 14.05.2002          | 25.05.2006         |
| Петренко Володимир Сергійович          |      | Комуністична партія України                             | Багатомандатний округ     |          | 41         | 14.05.2002          | 25.05.2006         |
| Челноков Сергій Дмитрович              |      | Комуністична партія України                             | Багатомандатний округ     |          | 42         | 14.05.2002          | 25.05.2006         |
| Новак Володимир Миколайович            |      | Комуністична партія України                             | Багатомандатний округ     |          | 43         | 14.05.2002          | 25.05.2006         |
| Мигович Іван Іванович                  |      | Комуністична партія України                             | Багатомандатний округ     |          | 44         | 14.05.2002          | 25.05.2006         |
| Соломатін Юрій Петрович                |      | Комуністична партія України                             | Багатомандатний округ     |          | 45         | 14.05.2002          | 25.05.2006         |
| Носенко Микола Петрович                |      | Комуністична партія України                             | Багатомандатний округ     |          | 46         | 14.05.2002          | 25.05.2006         |
| Дорогунцов Сергій Іванович             |      | Комуністична партія України                             | Багатомандатний округ     |          | 48         | 14.05.2002          | 25.05.2006         |
| Родіонов Михайло Кузьмич               |      | Комуністична партія України                             | Багатомандатний округ     |          | 49         | 14.05.2002          | 25.05.2006         |
| Алексєєв Ігор Вікторович               |      | Комуністична партія України                             | Багатомандатний округ     |          | 50         | 14.05.2002          | 25.05.2006         |
| Пхиденко Станіслав Семенович           |      | Комуністична партія України                             | Багатомандатний округ     |          | 51         | 14.05.2002          | 25.05.2006         |
| Литвин Вадим Валентинович              |      | Комуністична партія України                             | Багатомандатний округ     |          | 52         | 14.05.2002          | 25.05.2006         |
| Кухарчук Микола Андрійович             |      | Комуністична партія України                             | Багатомандатний округ     |          | 53         | 14.05.2002          | 25.05.2006         |
| Маркуш Марія Андріївна                 |      | Комуністична партія України                             | Багатомандатний округ     |          | 54         | 14.05.2002          | 25.05.2006         |
| Голуб Олександр Володимирович          |      | Комуністична партія України                             | Багатомандатний округ     |          | 55         | 14.05.2002          | 25.05.2006         |
| Сімонов Володимир Дмитрович            |      | Комуністична партія України                             | Багатомандатний округ     |          | 56         | 14.05.2002          | 25.05.2006         |
| Буждиган Пилип Пилипович               |      | Комуністична партія України                             | Багатомандатний округ     |          | 57         | 14.05.2002          | 25.05.2006         |
| Гмиря Сергій Петрович                  |      | Комуністична партія України                             | Багатомандатний округ     |          | 58         | 14.05.2002          | 25.05.2006         |
| Катушева Зарема Гафарівна              |      | Комуністична партія України                             | Багатомандатний округ     |          | 59         | 14.05.2002          | 25.05.2006         |
| Оржаховський Анатолій Володимирович    |      | Комуністична партія України                             | Багатомандатний округ     |          | 60         | 14.05.2002          | 25.05.2006         |
| Оплачко Володимир Миколайович          |      | Комуністична партія України                             | Багатомандатний округ     |          | 61         | 09.02.2006          | 25.05.2006         |
| Литвин Володимир Михайлович            |      | Блок «За єдину Україну!»                                | Багатомандатний округ     |          | 1          | 14.05.2002          | 25.05.2006         |
| Ващук Катерина Тимофіївна              |      | Блок «За єдину Україну!»                                | Багатомандатний округ     |          | 3          | 14.05.2002          | 25.05.2006         |
| Бойко Володимир Семенович              |      | Блок «За єдину Україну!»                                | Багатомандатний округ     |          | 4          | 14.05.2002          | 25.05.2006         |
| Пустовойтенко Валерій Павлович         |      | Блок «За єдину Україну!»                                | Багатомандатний округ     |          | 6          | 14.05.2002          | 25.05.2006         |
| Тігіпко Сергій Леонідович              |      | Блок «За єдину Україну!»                                | Багатомандатний округ     |          | 7          | 14.05.2002          | 16.01.2003         |
| Гладій Михайло Васильович              |      | Блок «За єдину Україну!»                                | Багатомандатний округ     |          | 9          | 14.05.2002          | 25.05.2006         |
| Деркач Андрій Леонідович               |      | Блок «За єдину Україну!»                                | Багатомандатний округ     |          | 11         | 14.05.2002          | 25.05.2006         |
| Бубка Сергій Назарович                 |      | Блок «За єдину Україну!»                                | Багатомандатний округ     |          | 12         | 14.05.2002          | 25.05.2006         |
| Оніщук Микола Васильович               |      | Блок «За єдину Україну!»                                | Багатомандатний округ     |          | 13         | 14.05.2002          | 25.05.2006         |
| Толстоухов Анатолій Володимирович      |      | Блок «За єдину Україну!»                                | Багатомандатний округ     |          | 14         | 14.05.2002          | 03.06.2004         |
| Зубець Михайло Васильович              |      | Блок «За єдину Україну!»                                | Багатомандатний округ     |          | 15         | 14.05.2002          | 25.05.2006         |
| Кириленко Іван Григорович              |      | Блок «За єдину Україну!»                                | Багатомандатний округ     |          | 16         | 14.05.2002          | 06.03.2003         |
| Карпов Олександр Миколайович           |      | Блок «За єдину Україну!»                                | Багатомандатний округ     |          | 17         | 14.05.2002          | 25.05.2006         |
| Гуреєв Василь Миколайович              |      | Блок «За єдину Україну!»                                | Багатомандатний округ     |          | 18         | 14.05.2002          | 25.05.2006         |
| Курас Іван Федорович                   |      | Блок «За єдину Україну!»                                | Багатомандатний округ     |          | 19         | 14.05.2002          | 17.10.2005         |
| Шаров Ігор Федорович                   |      | Блок «За єдину Україну!»                                | Багатомандатний округ     |          | 20         | 14.05.2002          | 25.05.2006         |
| Табачник Дмитро Володимирович          |      | Блок «За єдину Україну!»                                | Багатомандатний округ     |          | 21         | 14.05.2002          | 06.03.2003         |
| Сафіуллін Равіль Сафович               |      | Блок «За єдину Україну!»                                | Багатомандатний округ     |          | 22         | 14.05.2002          | 25.05.2006         |
| Майко Віталій Іванович                 |      | Блок «За єдину Україну!»                                | Багатомандатний округ     |          | 23         | 14.05.2002          | 25.05.2006         |
| Зарубінський Олег Олександрович        |      | Блок «За єдину Україну!»                                | Багатомандатний округ     |          | 24         | 14.05.2002          | 25.05.2006         |
| Самоплавський Валерій Іванович         |      | Блок «За єдину Україну!»                                | Багатомандатний округ     |          | 25         | 14.05.2002          | 25.05.2006         |
| Мартиновський Валерій Павлович         |      | Блок «За єдину Україну!»                                | Багатомандатний округ     |          | 26         | 14.05.2002          | 25.05.2006         |
| Шевчук Сергій Володимирович            |      | Блок «За єдину Україну!»                                | Багатомандатний округ     |          | 27         | 14.05.2002          | 25.05.2006         |
| Васадзе Таріел Шакрович                |      | Блок «За єдину Україну!»                                | Багатомандатний округ     |          | 28         | 14.05.2002          | 25.05.2006         |
| Самофалов Геннадій Григорович          |      | Блок «За єдину Україну!»                                | Багатомандатний округ     |          | 29         | 14.05.2002          | 25.05.2006         |
| Полякова Лариса Євгеніївна             |      | Блок «За єдину Україну!»                                | Багатомандатний округ     |          | 30         | 14.05.2002          | 25.05.2006         |
| Мхітарян Нвєр Мнацаканович             |      | Блок «За єдину Україну!»                                | Багатомандатний округ     |          | 31         | 14.05.2002          | 25.05.2006         |
| Наконечний Володимир Леонтієвич        |      | Блок «За єдину Україну!»                                | Багатомандатний округ     |          | 32         | 14.05.2002          | 25.05.2006         |
| Довгий Станіслав Олексійович           |      | Блок «За єдину Україну!»                                | Багатомандатний округ     |          | 33         | 14.05.2002          | 25.05.2006         |
| Кафарський Володимир Іванович          |      | Блок «За єдину Україну!»                                | Багатомандатний округ     |          | 34         | 14.05.2002          | 25.05.2006         |
| Борзих Олександр Іванович              |      | Блок «За єдину Україну!»                                | Багатомандатний округ     |          | 35         | 14.05.2002          | 25.05.2006         |
| Сватков Леонід Борисович               |      | Блок «За єдину Україну!»                                | Багатомандатний округ     |          | 36         | 14.05.2002          | 25.05.2006         |
| Супрун Людмила Павлівна                |      | Блок «За єдину Україну!»                                | Багатомандатний округ     |          | 37         | 14.05.2002          | 25.05.2006         |
| Сушкевич Валерій Михайлович            |      | Блок «За єдину Україну!»                                | Багатомандатний округ     |          | 38         | 14.05.2002          | 25.05.2006         |
| Пєхота Володимир Юлійович              |      | Блок «За єдину Україну!»                                | Багатомандатний округ     |          | 39         | 14.05.2002          | 25.05.2006         |
| Чеботарьова Юлія Сергіївна             |      | Блок «За єдину Україну!»                                | Багатомандатний округ     |          | 40         | 04.02.2003          | 25.05.2006         |
| Станецький Геннадій Станіславович      |      | Блок «За єдину Україну!»                                | Багатомандатний округ     |          | 41         | 18.03.2003          | 25.05.2006         |
| Ларін Сергій Миколайович               |      | Блок «За єдину Україну!»                                | Багатомандатний округ     |          | 42         | 18.03.2003          | 25.05.2006         |
| Дзонь Валентин Михайлович              |      | Блок «За єдину Україну!»                                | Багатомандатний округ     |          | 43         | 15.06.2004          | 25.05.2006         |
| Татусяк Сергій Пилипович               |      | Блок «За єдину Україну!»                                | Багатомандатний округ     |          | 44         | 01.11.2005          | 25.05.2006         |
| Тимошенко Юлія Володимирівна           |      | Виборчий блок Юлії Тимошенко                            | Багатомандатний округ     |          | 1          | 14.05.2002          | 04.02.2005         |
| Матвієнко Анатолій Сергійович          |      | Виборчий блок Юлії Тимошенко                            | Багатомандатний округ     |          | 2          | 14.05.2002          | 19.05.2005         |
| Омельченко Григорій Омелянович         |      | Виборчий блок Юлії Тимошенко                            | Багатомандатний округ     |          | 3          | 14.05.2002          | 25.05.2006         |
| Онопенко Василь Васильович             |      | Виборчий блок Юлії Тимошенко                            | Багатомандатний округ     |          | 4          | 14.05.2002          | 25.05.2006         |
| Лук'яненко Левко Григорович            |      | Виборчий блок Юлії Тимошенко                            | Багатомандатний округ     |          | 5          | 14.05.2002          | 25.05.2006         |
| Білорус Олег Григорович                |      | Виборчий блок Юлії Тимошенко                            | Багатомандатний округ     |          | 6          | 14.05.2002          | 25.05.2006         |
| Турчинов Олександр Валентинович        |      | Виборчий блок Юлії Тимошенко                            | Багатомандатний округ     |          | 7          | 14.05.2002          | 07.07.2005         |
| Павловський Михайло Антонович          |      | Виборчий блок Юлії Тимошенко                            | Багатомандатний округ     |          | 8          | 14.05.2002          | 26.02.2004         |
| Толочко Петро Петрович                 |      | Виборчий блок Юлії Тимошенко                            | Багатомандатний округ     |          | 9          | 14.05.2002          | 25.05.2006         |
| Хмара Степан Ілліч                     |      | Виборчий блок Юлії Тимошенко                            | Багатомандатний округ     |          | 10         | 14.05.2002          | 25.05.2006         |
| Правденко Сергій Макарович             |      | Виборчий блок Юлії Тимошенко                            | Багатомандатний округ     |          | 11         | 14.05.2002          | 25.05.2006         |
| Головатий Сергій Петрович              |      | Виборчий блок Юлії Тимошенко                            | Багатомандатний округ     |          | 12         | 14.05.2002          | 20.10.2005         |
| Таран-Терен Віктор Васильович          |      | Виборчий блок Юлії Тимошенко                            | Багатомандатний округ     |          | 13         | 14.05.2002          | 25.05.2006         |
| Волинець Михайло Якович                |      | Виборчий блок Юлії Тимошенко                            | Багатомандатний округ     |          | 14         | 14.05.2002          | 25.05.2006         |
| Зубов Валентин Сергійович              |      | Виборчий блок Юлії Тимошенко                            | Багатомандатний округ     |          | 15         | 14.05.2002          | 25.05.2006         |
| Кирильчук Євген Іванович               |      | Виборчий блок Юлії Тимошенко                            | Багатомандатний округ     |          | 16         | 14.05.2002          | 25.05.2006         |
| Левцун Володимир Іванович              |      | Виборчий блок Юлії Тимошенко                            | Багатомандатний округ     |          | 17         | 14.05.2002          | 25.05.2006         |
| Сас Сергій Володимирович               |      | Виборчий блок Юлії Тимошенко                            | Багатомандатний округ     |          | 18         | 14.05.2002          | 25.05.2006         |
| Юхновський Олег Іванович               |      | Виборчий блок Юлії Тимошенко                            | Багатомандатний округ     |          | 19         | 14.05.2002          | 25.05.2006         |
| Ситник Костянтин Меркурійович          |      | Виборчий блок Юлії Тимошенко                            | Багатомандатний округ     |          | 20         | 14.05.2002          | 25.05.2006         |
| Ременюк Олексій Іванович               |      | Виборчий блок Юлії Тимошенко                            | Багатомандатний округ     |          | 21         | 14.05.2002          | 25.05.2006         |
| Семинога Анатолій Іванович             |      | Виборчий блок Юлії Тимошенко                            | Багатомандатний округ     |          | 22         | 14.05.2002          | 25.05.2006         |
| Чичков Валерій Михайлович              |      | Виборчий блок Юлії Тимошенко                            | Багатомандатний округ     |          | 23         | 18.03.2004          | 25.05.2006         |
| Корж Віталій Терентійович              |      | Виборчий блок Юлії Тимошенко                            | Багатомандатний округ     |          | 24         | 01.03.2005          | 25.05.2006         |
| Константинов Євген Семенович           |      | Виборчий блок Юлії Тимошенко                            | Багатомандатний округ     |          | 26         | 31.05.2005          | 25.05.2006         |
| Федорчук Ярослав Петрович              |      | Виборчий блок Юлії Тимошенко                            | Багатомандатний округ     |          | 27         | 08.07.2005          | 25.05.2006         |
| Кобець Ольга Семенівна                 |      | Виборчий блок Юлії Тимошенко                            | Багатомандатний округ     |          | 28         | 01.11.2005          | 25.05.2006         |
| Бірюк Лев Васильович                   |      | Виборчий блок Юлії Тимошенко                            | Багатомандатний округ     |          | 76         | 16.03.2005          | 25.05.2006         |
| Мороз Олександр Олександрович          |      | Соціалістична партія України                            | Багатомандатний округ     |          | 1          | 14.05.2002          | 25.05.2006         |
| Бокий Іван Сидорович                   |      | Соціалістична партія України                            | Багатомандатний округ     |          | 2          | 14.05.2002          | 25.05.2006         |
| Луценко Юрій Віталійович               |      | Соціалістична партія України                            | Багатомандатний округ     |          | 3          | 14.05.2002          | 03.03.2005         |
| Семенюк Валентина Петрівна             |      | Соціалістична партія України                            | Багатомандатний округ     |          | 4          | 14.05.2002          | 08.07.2005         |
| Сподаренко Іван Васильович             |      | Соціалістична партія України                            | Багатомандатний округ     |          | 5          | 14.05.2002          | 25.05.2006         |
| Вінський Йосип Вікентійович            |      | Соціалістична партія України                            | Багатомандатний округ     |          | 6          | 14.05.2002          | 25.05.2006         |
| Шибко Віталій Якович                   |      | Соціалістична партія України                            | Багатомандатний округ     |          | 7          | 14.05.2002          | 25.05.2006         |
| Мельник Микола Євтихійович             |      | Соціалістична партія України                            | Багатомандатний округ     |          | 8          | 14.05.2002          | 25.05.2006         |
| Рудьковський Микола Миколайович        |      | Соціалістична партія України                            | Багатомандатний округ     |          | 9          | 14.05.2002          | 25.05.2006         |
| Бульба Степан Степанович               |      | Соціалістична партія України                            | Багатомандатний округ     |          | 10         | 14.05.2002          | 19.05.2005         |
| Кіроянц Сергій Георгійович             |      | Соціалістична партія України                            | Багатомандатний округ     |          | 11         | 14.05.2002          | 25.05.2006         |
| Грязєв Анатолій Дмитрович              |      | Соціалістична партія України                            | Багатомандатний округ     |          | 12         | 14.05.2002          | 25.05.2006         |
| Гадяцький Леонід Миколайович           |      | Соціалістична партія України                            | Багатомандатний округ     |          | 13         | 14.05.2002          | 25.05.2006         |
| Малиновський Олексій Петрович          |      | Соціалістична партія України                            | Багатомандатний округ     |          | 14         | 14.05.2002          | 25.05.2006         |
| Гармаш Галина Федорівна                |      | Соціалістична партія України                            | Багатомандатний округ     |          | 16         | 14.05.2002          | 25.05.2006         |
| Цушко Василь Петрович                  |      | Соціалістична партія України                            | Багатомандатний округ     |          | 17         | 14.05.2002          | 07.07.2005         |
| Баранівський Олександр Петрович        |      | Соціалістична партія України                            | Багатомандатний округ     |          | 18         | 14.05.2002          | 03.03.2005         |
| Вернигора Леонід Михайлович            |      | Соціалістична партія України                            | Багатомандатний округ     |          | 19         | 14.05.2002          | 25.05.2006         |
| Співачук Володимир Леонідович          |      | Соціалістична партія України                            | Багатомандатний округ     |          | 21         | 14.05.2002          | 25.05.2006         |
| Мельничук Михайло Васильович           |      | Соціалістична партія України                            | Багатомандатний округ     |          | 22         | 14.05.2002          | 25.05.2006         |
| Мухін Володимир Васильович             |      | Соціалістична партія України                            | Багатомандатний округ     |          | 23         | 16.03.2005          | 25.05.2006         |
| Садовий Микола Ілліч                   |      | Соціалістична партія України                            | Багатомандатний округ     |          | 24         | 16.03.2005          | 25.05.2006         |
| Мордовець Леонід Михайлович            |      | Соціалістична партія України                            | Багатомандатний округ     |          | 25         | 31.05.2005          | 25.05.2006         |
| Степанов Михайло Володимирович         |      | Соціалістична партія України                            | Багатомандатний округ     |          | 26         | 08.07.2005          | 25.05.2006         |
| Філіндаш Євген Васильович              |      | Соціалістична партія України                            | Багатомандатний округ     |          | 27         | 06.09.2005          | 25.05.2006         |
| Медведчук Віктор Володимирович         |      | СДПУ(о)                                                 | Багатомандатний округ     |          | 1          | 14.05.2002          | 20.06.2002         |
| Прошкуратова Тамара Сергіївна          |      | СДПУ(о)                                                 | Багатомандатний округ     |          | 2          | 14.05.2002          | 25.05.2006         |
| Зінченко Олександр Олексійович         |      | СДПУ(о)                                                 | Багатомандатний округ     |          | 3          | 14.05.2002          | 17.03.2005         |
| Рябіка Володимир Леонідович            |      | СДПУ(о)                                                 | Багатомандатний округ     |          | 4          | 14.05.2002          | 25.05.2006         |
| Кравчук Леонід Макарович               |      | СДПУ(о)                                                 | Багатомандатний округ     |          | 5          | 14.05.2002          | 25.05.2006         |
| Різак Іван Михайлович                  |      | СДПУ(о)                                                 | Багатомандатний округ     |          | 7          | 14.05.2002          | 17.10.2002         |
| Папієв Михайло Миколайович             |      | СДПУ(о)                                                 | Багатомандатний округ     |          | 8          | 14.05.2002          | 16.01.2003         |
| Шепетін Володимир Леонідович           |      | СДПУ(о)                                                 | Багатомандатний округ     |          | 9          | 14.05.2002          | 25.05.2006         |
| Андресюк Борис Павлович                |      | СДПУ(о)                                                 | Багатомандатний округ     |          | 10         | 14.05.2002          | 25.05.2006         |
| Суркіс Григорій Михайлович             |      | СДПУ(о)                                                 | Багатомандатний округ     |          | 11         | 14.05.2002          | 25.05.2006         |
| Плужников Ігор Олександрович           |      | СДПУ(о)                                                 | Багатомандатний округ     |          | 12         | 14.05.2002          | 22.06.2005         |
| Сігал Євген Якович                     |      | СДПУ(о)                                                 | Багатомандатний округ     |          | 14         | 14.05.2002          | 25.05.2006         |
| Заплатинський Володимир Михайлович     |      | СДПУ(о)                                                 | Багатомандатний округ     |          | 15         | 14.05.2002          | 25.05.2006         |
| Подобєдов Сергій Миколайович           |      | СДПУ(о)                                                 | Багатомандатний округ     |          | 16         | 14.05.2002          | 25.05.2006         |
| Грановський Олександр Геннадійович     |      | СДПУ(о)                                                 | Багатомандатний округ     |          | 17         | 14.05.2002          | 25.05.2006         |
| Льовін Анатолій Іванович               |      | СДПУ(о)                                                 | Багатомандатний округ     |          | 18         | 14.05.2002          | 25.05.2006         |
| Немировський Олег Анатолійович         |      | СДПУ(о)                                                 | Багатомандатний округ     |          | 19         | 14.05.2002          | 25.05.2006         |
| Лісін Микола Павлович                  |      | СДПУ(о)                                                 | Багатомандатний округ     |          | 20         | 14.05.2002          | 25.05.2006         |
| Злочевський Микола Владиславович       |      | СДПУ(о)                                                 | Багатомандатний округ     |          | 21         | 14.05.2002          | 20.05.2004         |
| Заєць Володимир Володимирович          |      | СДПУ(о)                                                 | Багатомандатний округ     |          | 22         | 02.07.2002          | 25.05.2006         |
| Песоцький Микола Федорович             |      | СДПУ(о)                                                 | Багатомандатний округ     |          | 23         | 22.10.2002          | 15.05.2003         |
| Шурма Ігор Михайлович                  |      | СДПУ(о)                                                 | Багатомандатний округ     |          | 24         | 17.01.2003          | 25.05.2006         |
| Борзов Валерій Пилипович               |      | СДПУ(о)                                                 | Багатомандатний округ     |          | 26         | 20.05.2003          | 25.05.2006         |
| Фікс Єфим Зіс'євич                     |      | СДПУ(о)                                                 | Багатомандатний округ     |          | 27         | 01.06.2004          | 25.05.2006         |
| Кисельов Олександр Володимирович       |      | СДПУ(о)                                                 | Багатомандатний округ     |          | 29         | 05.04.2005          | 25.05.2006         |
| Місюра Вадим Ярославович               |      | СДПУ(о)                                                 | Багатомандатний округ     |          | 30         | 07.07.2005          | 25.05.2006         |
| Воюш Володимир Дмитрович               |      | СДПУ(о)                                                 | Автономна Республіка Крим | 1        |            | 14.05.2002          | 25.05.2006         |
| Миримський Лев Юлійович                |      | Самовисування                                           | Автономна Республіка Крим | 2        |            | 14.05.2002          | 25.05.2006         |
| Іванов Сергій Анатолійович             |      | Самовисування                                           | Автономна Республіка Крим | 3        |            | 14.05.2002          | 07.07.2005         |
| Раханський Анатолій Варфоломійович     |      | Самовисування                                           | Автономна Республіка Крим | 4        |            | 14.05.2002          | 25.05.2006         |
| Мироненко Віктор Андрійович            |      | Комуністична партія України                             | Автономна Республіка Крим | 5        |            | 14.05.2002          | 25.05.2006         |
| Горбатов Валерій Миронович             |      | Самовисування                                           | Автономна Республіка Крим | 6        |            | 14.05.2002          | 25.05.2006         |
| Франчук Ігор Анатолійович              |      | Самовисування                                           | Автономна Республіка Крим | 7        |            | 14.05.2002          | 25.05.2006         |
| Шкляр Володимир Борисович              |      | Самовисування                                           | Автономна Республіка Крим | 8        |            | 14.05.2002          | 25.05.2006         |
| Євдокимов Валерій Олександрович        |      | СДПУ(о)                                                 | Автономна Республіка Крим | 9        |            | 14.05.2002          | 25.05.2006         |
| Франчук Анатолій Романович             |      | Самовисування                                           | Автономна Республіка Крим | 10       |            | 14.05.2002          | 25.05.2006         |
| Антемюк Віктор Дмитрович               |      | Самовисування                                           | Вінницька область         | 11       |            | 14.05.2002          | 25.05.2006         |
| Порошенко Петро Олексійович            |      | Блок Віктора Ющенка «Наша Україна»                      | Вінницька область         | 12       |            | 14.05.2002          | 08.09.2005         |
| Катеринчук Микола Дмитрович            |      | Самовисування                                           | Вінницька область         | 13       |            | 14.05.2002          | 25.05.2006         |
| Майстришин Володимир Якович            |      | Самовисування                                           | Вінницька область         | 14       |            | 14.05.2002          | 25.05.2006         |
| Калетнік Григорій Миколайович          |      | Блок «За єдину Україну!»                                | Вінницька область         | 15       |            | 14.05.2002          | 25.05.2006         |
| Кальніченко Ігор Вікторович            |      | Блок «За єдину Україну!»                                | Вінницька область         | 16       |            | 14.05.2002          | 25.05.2006         |
| Сокирко Микола Васильович              |      | Блок Віктора Ющенка «Наша Україна»                      | Вінницька область         | 17       |            | 14.05.2002          | 25.05.2006         |
| Одайник Микола Миколайович             |      | Соціалістична партія України                            | Вінницька область         | 18       |            | 03.09.2002          | 25.05.2006         |
| Слабенко Сергій Іванович               |      | Блок Віктора Ющенка «Наша Україна»                      | Волинська область         | 19       |            | 14.05.2002          | 25.05.2006         |
| Бондарчук Сергій Васильович            |      | Блок Віктора Ющенка «Наша Україна»                      | Волинська область         | 20       |            | 14.05.2002          | 08.09.2005         |
| Мартиненко Микола Володимирович        |      | Самовисування                                           | Волинська область         | 21       |            | 14.05.2002          | 25.05.2006         |
| Бондар Володимир Налькович             |      | Блок Віктора Ющенка «Наша Україна»                      | Волинська область         | 22       |            | 14.05.2002          | 15.06.2005         |
| Єремеєв Ігор Миронович                 |      | Блок «За єдину Україну!»                                | Волинська область         | 23       |            | 14.05.2002          | 25.05.2006         |
| Клименко Анатолій Володимирович        |      | Самовисування                                           | Дніпропетровська область  | 24       |            | 14.05.2002          | 25.05.2006         |
| Бичков Сергій Анатолійович             |      | Самовисування                                           | Дніпропетровська область  | 25       |            | 14.05.2002          | 25.05.2006         |
| Пінчук Віктор Михайлович               |      | Самовисування                                           | Дніпропетровська область  | 26       |            | 14.05.2002          | 25.05.2006         |
| Сергієнко Леонід Григорович            |      | Самовисування                                           | Дніпропетровська область  | 27       |            | 14.05.2002          | 25.05.2006         |
| Веретенников Віктор Олександрович      |      | Самовисування                                           | Дніпропетровська область  | 28       |            | 14.05.2002          | 25.05.2006         |
| Косьяненко Олександр Володимирович     |      | Самовисування                                           | Дніпропетровська область  | 29       |            | 14.05.2002          | 25.05.2006         |
| Анісімов В'ячеслав Олександрович       |      | Комуністична партія України                             | Дніпропетровська область  | 30       |            | 14.05.2002          | 25.05.2006         |
| Мовчан Володимир Петрович              |      | Блок «За єдину Україну!»                                | Дніпропетровська область  | 31       |            | 14.05.2002          | 25.05.2006         |
| Гуров Вадим Миколайович                |      | Самовисування                                           | Дніпропетровська область  | 32       |            | 14.05.2002          | 25.05.2006         |
| Сміяненко Ігор Миколайович             |      | Самовисування                                           | Дніпропетровська область  | 33       |            | 14.05.2002          | 25.05.2006         |
| Колісник Микола Дмитрович              |      | Самовисування                                           | Дніпропетровська область  | 34       |            | 14.05.2002          | 25.05.2006         |
| Драчевський Віктор Васильович          |      | Самовисування                                           | Дніпропетровська область  | 35       |            | 03.09.2002          | 25.05.2006         |
| Деркач Леонід Васильович               |      | Блок «За єдину Україну!»                                | Дніпропетровська область  | 36       |            | 14.05.2002          | 25.05.2006         |
| Касьянов Сергій Павлович               |      | Самовисування                                           | Дніпропетровська область  | 37       |            | 14.05.2002          | 25.05.2006         |
| Солошенко Микола Павлович              |      | Самовисування                                           | Дніпропетровська область  | 38       |            | 14.05.2002          | 25.05.2006         |
| Шевченко Олександр Олександрович       |      | Блок «За єдину Україну!»                                | Дніпропетровська область  | 39       |            | 14.05.2002          | 25.05.2006         |
| Царьов Олег Анатолійович               |      | Самовисування                                           | Дніпропетровська область  | 40       |            | 14.05.2002          | 25.05.2006         |
| Богатирьова Раїса Василівна            |      | Блок «За єдину Україну!»                                | Донецька область          | 41       |            | 14.05.2002          | 25.05.2006         |
| Бахтеєва Тетяна Дмитрівна              |      | Блок «За єдину Україну!»                                | Донецька область          | 42       |            | 14.05.2002          | 25.05.2006         |
| Звягільський Юхим Леонідович           |      | Блок «За єдину Україну!»                                | Донецька область          | 43       |            | 14.05.2002          | 25.05.2006         |
| Ландик Валентин Іванович               |      | Блок «За єдину Україну!»                                | Донецька область          | 44       |            | 14.05.2002          | 25.05.2006         |
| Рибак Володимир Васильович             |      | Блок «За єдину Україну!»                                | Донецька область          | 45       |            | 14.05.2002          | 25.05.2006         |
| Клюєв Андрій Петрович                  |      | Блок «За єдину Україну!»                                | Донецька область          | 46       |            | 14.05.2002          | 25.05.2006         |
| Панасовський Олег Григорович           |      | Комуністична партія України                             | Донецька область          | 47       |            | 14.05.2002          | 25.05.2006         |
| Янковський Микола Андрійович           |      | Блок «За єдину Україну!»                                | Донецька область          | 48       |            | 14.05.2002          | 25.05.2006         |
| Байсаров Леонід Володимирович          |      | Блок «За єдину Україну!»                                | Донецька область          | 49       |            | 14.05.2002          | 25.05.2006         |
| Корсаков Олексій Якович                |      | Самовисування                                           | Донецька область          | 50       |            | 14.05.2002          | 25.05.2006         |
| Комар Микола Степанович                |      | Блок «За єдину Україну!»                                | Донецька область          | 51       |            | 14.05.2002          | 25.05.2006         |
| Скудар Георгій Маркович                |      | Блок «За єдину Україну!»                                | Донецька область          | 52       |            | 14.05.2002          | 25.05.2006         |
| Хомутиннік Віталій Юрійович            |      | Блок «За єдину Україну!»                                | Донецька область          | 53       |            | 14.05.2002          | 25.05.2006         |
| Авраменко Володимир Федорович          |      | Блок «За єдину Україну!»                                | Донецька область          | 54       |            | 14.05.2002          | 25.05.2006         |
| Матвієнков Сергій Анатолійович         |      | Блок «За єдину Україну!»                                | Донецька область          | 55       |            | 14.05.2002          | 25.05.2006         |
| Колоніарі Олександр Петрович           |      | Блок «За єдину Україну!»                                | Донецька область          | 56       |            | 14.05.2002          | 25.05.2006         |
| Шкіря Ігор Миколайович                 |      | Блок «За єдину Україну!»                                | Донецька область          | 57       |            | 14.05.2002          | 25.05.2006         |
| Лєщинський Олександр Олегович          |      | Блок «За єдину Україну!»                                | Донецька область          | 58       |            | 14.05.2002          | 25.05.2006         |
| Турманов Віктор Іванович               |      | Самовисування                                           | Донецька область          | 59       |            | 14.05.2002          | 25.05.2006         |
| Зубанов Володимир Олександрович        |      | Блок «За єдину Україну!»                                | Донецька область          | 60       |            | 14.05.2002          | 25.05.2006         |
| Васильєв Геннадій Андрійович           |      | Самовисування                                           | Донецька область          | 61       |            | 14.05.2002          | 11.12.2003         |
| Васильєв Олександр Андрійович          |      | Самовисування                                           | Донецька область          | 61       |            | 18.03.2004          | 25.05.2006         |
| Коновалюк Валерій Ілліч                |      | Блок «За єдину Україну!»                                | Донецька область          | 62       |            | 14.05.2002          | 25.05.2006         |
| Слаута Віктор Андрійович               |      | Блок «За єдину Україну!»                                | Донецька область          | 63       |            | 14.05.2002          | 25.05.2006         |
| Сацюк Володимир Миколайович            |      | Блок «Демократична партія України — Демократичний союз» | Житомирська область       | 64       |            | 14.05.2002          | 03.03.2005         |
| Жебрівський Павло Іванович             |      | Самовисування                                           | Житомирська область       | 65       |            | 14.05.2002          | 07.07.2005         |
| Матвієнко Павло Володимирович          |      | Партія національно-економічного розвитку України        | Житомирська область       | 66       |            | 14.05.2002          | 25.05.2006         |
| Савицький Валентин Вікторович          |      | Самовисування                                           | Житомирська область       | 67       |            | 14.05.2002          | 25.05.2006         |
| Писаренко Анатолій Григорович          |      | Самовисування                                           | Житомирська область       | 68       |            | 14.05.2002          | 25.05.2006         |
| Развадовський Віктор Йосипович         |      | Самовисування                                           | Житомирська область       | 69       |            | 14.05.2002          | 25.05.2006         |
| Ратушняк Сергій Миколайович            |      | Самовисування                                           | Закарпатська область      | 70       |            | 14.05.2002          | 25.05.2006         |
| Балога Віктор Іванович                 |      | Самовисування                                           | Закарпатська область      | 71       |            | 14.05.2002          | 08.09.2005         |
| Гайдош Іштван Ференцович               |      | СДПУ(о)                                                 | Закарпатська область      | 72       |            | 14.05.2002          | 25.05.2006         |
| Кеменяш Олександр Михайлович           |      | Самовисування                                           | Закарпатська область      | 73       |            | 14.05.2002          | 25.05.2006         |
| Сятиня Михайло Лукович                 |      | Самовисування                                           | Закарпатська область      | 74       |            | 14.05.2002          | 25.05.2006         |
| Климпуш Орест Дмитрович                |      | Самовисування                                           | Закарпатська область      | 75       |            | 14.05.2002          | 25.05.2006         |
| Сабашук Петро Павлович                 |      | Блок Віктора Ющенка «Наша Україна»                      | Запорізька область        | 76       |            | 14.05.2002          | 25.05.2006         |
| Артеменко Юрій Анатолійович            |      | Самовисування                                           | Запорізька область        | 77       |            | 14.05.2002          | 08.09.2005         |
| Горлов Геннадій Васильович             |      | Блок «За єдину Україну!»                                | Запорізька область        | 78       |            | 14.05.2002          | 25.05.2006         |
| Сухий Ярослав Михайлович               |      | Самовисування                                           | Запорізька область        | 79       |            | 14.05.2002          | 25.05.2006         |
| Бастрига Іван Михайлович               |      | Блок «За єдину Україну!»                                | Запорізька область        | 80       |            | 14.05.2002          | 25.05.2006         |
| Бронніков Володимир Костянтинович      |      | Блок «За єдину Україну!»                                | Запорізька область        | 81       |            | 14.05.2002          | 25.05.2006         |
| Олексенко Олег Іванович                |      | Блок Віктора Ющенка «Наша Україна»                      | Запорізька область        | 82       |            | 14.05.2002          | 18.07.2002         |
| Хмельницький Василь Іванович           |      | Самовисування                                           | Запорізька область        | 82       |            | 25.12.2002          | 25.05.2006         |
| Мороз Анатолій Миколайович             |      | Комуністична партія України                             | Запорізька область        | 83       |            | 14.05.2002          | 25.05.2006         |
| Пеклушенко Олександр Миколайович       |      | Блок «За єдину Україну!»                                | Запорізька область        | 84       |            | 14.05.2002          | 25.05.2006         |
| Круць Микола Федорович                 |      | Блок Віктора Ющенка «Наша Україна»                      | Івано-Франківська область | 85       |            | 14.05.2002          | 25.05.2006         |
| Насалик Ігор Степанович                |      | Блок Віктора Ющенка «Наша Україна»                      | Івано-Франківська область | 86       |            | 14.05.2002          | 25.05.2006         |
| Мойсик Володимир Романович             |      | Блок Віктора Ющенка «Наша Україна»                      | Івано-Франківська область | 87       |            | 14.05.2002          | 25.05.2006         |
| Ткач Роман Володимирович               |      | Блок Віктора Ющенка «Наша Україна»                      | Івано-Франківська область | 88       |            | 14.05.2002          | 07.07.2005         |
| Гірник Євген Олексійович               |      | Блок Віктора Ющенка «Наша Україна»                      | Івано-Франківська область | 89       |            | 14.05.2002          | 25.05.2006         |
| Зварич Роман Михайлович                |      | Блок Віктора Ющенка «Наша Україна»                      | Івано-Франківська область | 90       |            | 14.05.2002          | 03.03.2005         |
| Рудковський Дмитро Олександрович       |      | Самовисування                                           | Київська область          | 91       |            | 14.05.2002          | 25.05.2006         |
| Бондаренко Григорій Іванович           |      | Блок «За єдину Україну!»                                | Київська область          | 92       |            | 14.05.2002          | 25.05.2006         |
| Сівкович Володимир Леонідович          |      | Самовисування                                           | Київська область          | 93       |            | 14.05.2002          | 25.05.2006         |
| Засуха Тетяна Володимирівна            |      | Самовисування                                           | Київська область          | 94       |            | 14.05.2002          | 25.05.2006         |
| Жовтяк Євген Дмитрович                 |      | Блок Віктора Ющенка «Наша Україна»                      | Київська область          | 95       |            | 14.05.2002          | 07.07.2005         |
| Осика Сергій Григорович                |      | Самовисування                                           | Київська область          | 96       |            | 14.05.2002          | 25.05.2006         |
| Бойко Юрій Анатолійович                |      | Блок Віктора Ющенка «Наша Україна»                      | Київська область          | 97       |            | 14.05.2002          | 25.05.2006         |
| Поліщук Кирило Ананійович              |      | Самовисування                                           | Київська область          | 98       |            | 14.05.2002          | 25.05.2006         |
| Антоньєва Ганна Петрівна               |      | Самовисування                                           | Кіровоградська область    | 99       |            | 14.05.2002          | 25.05.2006         |
| Біловол Олександр Миколайович          |      | Блок «Демократична партія України — Демократичний союз» | Кіровоградська область    | 100      |            | 14.05.2002          | 25.05.2006         |
| Поплавський Михайло Михайлович         |      | Самовисування                                           | Кіровоградська область    | 101      |            | 14.05.2002          | 25.05.2006         |
| Бойко Віктор Олексійович               |      | Блок «За єдину Україну!»                                | Кіровоградська область    | 102      |            | 14.05.2002          | 25.05.2006         |
| Єдін Олександр Йосипович               |      | Блок «За єдину Україну!»                                | Кіровоградська область    | 103      |            | 14.05.2002          | 25.05.2006         |
| Надрага Василь Іванович                |      | Блок «За єдину Україну!»                                | Луганська область         | 104      |            | 14.05.2002          | 25.05.2006         |
| Мельников Микола Петрович              |      | СДПУ(о)                                                 | Луганська область         | 105      |            | 14.05.2002          | 25.05.2006         |
| Цкітішвілі Енвер Омарович              |      | Блок «За єдину Україну!»                                | Луганська область         | 106      |            | 14.05.2002          | 25.05.2006         |
| Кириллов Віктор Дмитрович              |      | Самовисування                                           | Луганська область         | 107      |            | 14.05.2002          | 25.05.2006         |
| Кириченко Людмила Федорівна            |      | Блок «За єдину Україну!»                                | Луганська область         | 108      |            | 14.05.2002          | 25.05.2006         |
| Сінченко Сергій Григорович             |      | Комуністична партія України                             | Луганська область         | 109      |            | 14.05.2002          | 25.05.2006         |
| Будаг'янц Микола Абрамович             |      | Блок «За єдину Україну!»                                | Луганська область         | 110      |            | 14.05.2002          | 25.05.2006         |
| Астров-Шумілов Геннадій Костянтинович  |      | Блок «За єдину Україну!»                                | Луганська область         | 111      |            | 14.05.2002          | 25.05.2006         |
| Іоффе Юлій Якович                      |      | Самовисування                                           | Луганська область         | 112      |            | 14.05.2002          | 25.05.2006         |
| Гапочка Микола Михайлович              |      | Блок «За єдину Україну!»                                | Луганська область         | 113      |            | 14.05.2002          | 25.05.2006         |
| Фоменко Катерина Олександрівна         |      | Блок «За єдину Україну!»                                | Луганська область         | 114      |            | 14.05.2002          | 25.05.2006         |
| Тополов Віктор Семенович               |      | Самовисування                                           | Луганська область         | 115      |            | 14.05.2002          | 08.09.2005         |
| Чорновіл Тарас В'ячеславович           |      | Блок Віктора Ющенка «Наша Україна»                      | Львівська область         | 116      |            | 14.05.2002          | 25.05.2006         |
| Качур Павло Степанович                 |      | Блок Віктора Ющенка «Наша Україна»                      | Львівська область         | 117      |            | 14.05.2002          | 06.10.2005         |
| Стецьків Тарас Степанович              |      | Блок Віктора Ющенка «Наша Україна»                      | Львівська область         | 118      |            | 14.05.2002          | 25.05.2006         |
| Гудима Олександр Миколайович           |      | Блок Віктора Ющенка «Наша Україна»                      | Львівська область         | 119      |            | 14.05.2002          | 25.05.2006         |
| Тягнибок Олег Ярославович              |      | Блок Віктора Ющенка «Наша Україна»                      | Львівська область         | 120      |            | 14.05.2002          | 25.05.2006         |
| Шкіль Андрій Васильович                |      | Самовисування                                           | Львівська область         | 121      |            | 14.05.2002          | 25.05.2006         |
| Димінський Петро Петрович              |      | Блок Віктора Ющенка «Наша Україна»                      | Львівська область         | 122      |            | 14.05.2002          | 25.05.2006         |
| Яворівський Володимир Олександрович    |      | Блок Віктора Ющенка «Наша Україна»                      | Львівська область         | 123      |            | 14.05.2002          | 25.05.2006         |
| Писарчук Петро Іванович                |      | Самовисування                                           | Львівська область         | 124      |            | 14.05.2002          | 25.05.2006         |
| Олійник Петро Михайлович               |      | Блок Віктора Ющенка «Наша Україна»                      | Львівська область         | 125      |            | 14.05.2002          | 15.06.2005         |
| Гаврилюк Іван Ярославович              |      | Блок Віктора Ющенка «Наша Україна»                      | Львівська область         | 126      |            | 14.05.2002          | 25.05.2006         |
| Осташ Ігор Іванович                    |      | Блок Віктора Ющенка «Наша Україна»                      | Львівська область         | 127      |            | 14.05.2002          | 25.05.2006         |
| Горбачов Віктор Сергійович             |      | Самовисування                                           | Миколаївська область      | 128      |            | 14.05.2002          | 25.05.2006         |
| Кузьмук Олександр Іванович             |      | Блок «За єдину Україну!»                                | Миколаївська область      | 129      |            | 14.05.2002          | 25.05.2006         |
| Круглов Микола Петрович                |      | Самовисування                                           | Миколаївська область      | 130      |            | 14.05.2002          | 25.05.2006         |
| Рябікін Павло Борисович                |      | Самовисування                                           | Миколаївська область      | 131      |            | 14.05.2002          | 07.07.2005         |
| Акопян Валерій Григорович              |      | Блок «За єдину Україну!»                                | Миколаївська область      | 132      |            | 14.05.2002          | 25.05.2006         |
| Козловський Анатолій Михайлович        |      | Самовисування                                           | Миколаївська область      | 133      |            | 14.05.2002          | 25.05.2006         |
| Козаченко Олексій Олексійович          |      | Блок «За єдину Україну!»                                | Одеська область           | 134      |            | 14.05.2002          | 25.05.2006         |
| Резнік Ігор Йосипович                  |      | Самовисування                                           | Одеська область           | 135      |            | 14.05.2002          | 25.05.2006         |
| Ківалов Сергій Васильович              |      | Українська морська партія                               | Одеська область           | 136      |            | 14.05.2002          | 04.03.2004         |
| Кіссе Антон Іванович                   |      | Самовисування                                           | Одеська область           | 136      |            | 22.06.2004          | 25.05.2006         |
| Павлюк Микола Пантелеймонович          |      | Самовисування                                           | Одеська область           | 137      |            | 14.05.2002          | 08.09.2005         |
| Шведенко Микола Миколайович            |      | Самовисування                                           | Одеська область           | 138      |            | 14.05.2002          | 25.05.2006         |
| Стребко Станіслав Кирилович            |      | Блок «За єдину Україну!»                                | Одеська область           | 139      |            | 14.05.2002          | 25.05.2006         |
| Крук Юрій Борисович                    |      | Самовисування                                           | Одеська область           | 140      |            | 14.05.2002          | 25.05.2006         |
| Плохой Ігор Іванович                   |      | Самовисування                                           | Одеська область           | 141      |            | 14.05.2002          | 25.05.2006         |
| Мазуренко Володимир Іванович           |      | Самовисування                                           | Одеська область           | 142      |            | 14.05.2002          | 25.05.2006         |
| Клімов Леонід Михайлович               |      | Блок «За єдину Україну!»                                | Одеська область           | 143      |            | 14.05.2002          | 25.05.2006         |
| Калінчук Василь Антонович              |      | Блок «За єдину Україну!»                                | Одеська область           | 144      |            | 14.05.2002          | 25.05.2006         |
| Кукоба Анатолій Тихонович              |      | Самовисування                                           | Полтавська область        | 145      |            | 14.05.2002          | 25.05.2006         |
| Веревський Андрій Михайлович           |      | Самовисування                                           | Полтавська область        | 146      |            | 14.05.2002          | 25.05.2006         |
| Гаврилюк Василь Васильович             |      | Самовисування                                           | Полтавська область        | 147      |            | 14.05.2002          | 25.05.2006         |
| Салмін Олег Володимирович              |      | Самовисування                                           | Полтавська область        | 148      |            | 14.05.2002          | 25.05.2006         |
| Руденко Геннадій Борисович             |      | Блок «За єдину Україну!»                                | Полтавська область        | 149      |            | 14.05.2002          | 25.05.2006         |
| Жеваго Костянтин Валентинович          |      | Самовисування                                           | Полтавська область        | 150      |            | 14.05.2002          | 25.05.2006         |
| Четверіков Іван Антонович              |      | Самовисування                                           | Полтавська область        | 151      |            | 14.05.2002          | 12.04.2004         |
| Лелюк Олексій Володимирович            |      | Самовисування                                           | Полтавська область        | 151      |            | 01.07.2004          | 25.05.2006         |
| Карнаух Микола Васильович              |      | Соціалістична партія України                            | Полтавська область        | 152      |            | 14.05.2002          | 25.05.2006         |
| Ширко Юрій Володимирович               |      | Самовисування                                           | Рівненська область        | 153      |            | 14.05.2002          | 25.05.2006         |
| Сулковський Павло Гнатович             |      | Блок Віктора Ющенка «Наша Україна»                      | Рівненська область        | 154      |            | 14.05.2002          | 25.05.2006         |
| Цехмістренко Віталій Григорович        |      | Блок Віктора Ющенка «Наша Україна»                      | Рівненська область        | 155      |            | 14.05.2002          | 25.05.2006         |
| Абдуллін Олександр Рафкатович          |      | Блок «Демократична партія України — Демократичний союз» | Рівненська область        | 156      |            | 14.05.2002          | 25.05.2006         |
| Шершун Микола Харитонович              |      | Блок «За єдину Україну!»                                | Рівненська область        | 157      |            | 14.05.2002          | 25.05.2006         |
| Лапін Євген Васильович                 |      | Блок «За єдину Україну!»                                | Сумська область           | 158      |            | 14.05.2002          | 25.05.2006         |
| Царенко Олександр Михайлович           |      | Блок «За єдину Україну!»                                | Сумська область           | 159      |            | 14.05.2002          | 25.05.2006         |
| Нощенко Микола Петрович                |      | Блок «За єдину Україну!»                                | Сумська область           | 160      |            | 14.05.2002          | 25.05.2006         |
| Гінзбург Ольга Петрівна                |      | Комуністична партія України                             | Сумська область           | 161      |            | 14.05.2002          | 25.05.2006         |
| Рішняк Іван Миколайович                |      | Блок «За єдину Україну!»                                | Сумська область           | 162      |            | 14.05.2002          | 25.05.2006         |
| Дашутін Григорій Петрович              |      | Блок «За єдину Україну!»                                | Сумська область           | 163      |            | 14.05.2002          | 25.05.2006         |
| Устенко Олександр Андрійович           |      | Блок Віктора Ющенка «Наша Україна»                      | Тернопільська область     | 164      |            | 14.05.2002          | 25.05.2006         |
| Гуменюк Олег Іванович                  |      | Блок Віктора Ющенка «Наша Україна»                      | Тернопільська область     | 165      |            | 14.05.2002          | 25.05.2006         |
| Стойко Іван Михайлович                 |      | Блок Віктора Ющенка «Наша Україна»                      | Тернопільська область     | 166      |            | 14.05.2002          | 15.06.2005         |
| Тарасюк Ігор Григорович                |      | Блок Віктора Ющенка «Наша Україна»                      | Тернопільська область     | 167      |            | 14.05.2002          | 08.09.2005         |
| Полянчич Михайло Михайлович            |      | Блок Віктора Ющенка «Наша Україна»                      | Тернопільська область     | 168      |            | 14.05.2002          | 25.05.2006         |
| Ісаєв Леонід Олексійович               |      | Блок «За єдину Україну!»                                | Харківська область        | 169      |            | 14.05.2002          | 25.05.2006         |
| Косінов Станіслав Анатолійович         |      | Блок «За єдину Україну!»                                | Харківська область        | 170      |            | 14.05.2002          | 25.05.2006         |
| Святаш Дмитро Володимирович            |      | Блок «За єдину Україну!»                                | Харківська область        | 171      |            | 14.05.2002          | 25.05.2006         |
| Салигін Васілій Вікторовіч             |      | Блок «За єдину Україну!»                                | Харківська область        | 172      |            | 14.05.2002          | 25.05.2006         |
| Гошовський Володимир Сергійович        |      | Самовисування                                           | Харківська область        | 173      |            | 14.05.2002          | 25.05.2006         |
| Добкін Михайло Маркович                |      | Самовисування                                           | Харківська область        | 174      |            | 14.05.2002          | 25.05.2006         |
| Фельдман Олександр Борисович           |      | Самовисування                                           | Харківська область        | 175      |            | 14.05.2002          | 25.05.2006         |
| Бандурка Олександр Маркович            |      | Блок «За єдину Україну!»                                | Харківська область        | 176      |            | 14.05.2002          | 25.05.2006         |
| Гавриш Степан Богданович               |      | Блок «За єдину Україну!»                                | Харківська область        | 177      |            | 14.05.2002          | 25.05.2006         |
| Потапов Василь Іванович                |      | Блок «За єдину Україну!»                                | Харківська область        | 178      |            | 14.05.2002          | 25.05.2006         |
| Гладкіх Василь Іванович                |      | Самовисування                                           | Харківська область        | 179      |            | 14.05.2002          | 12.01.2006         |
| Гіршфельд Анатолій Мусійович           |      | Самовисування                                           | Харківська область        | 180      |            | 14.05.2002          | 25.05.2006         |
| Давидова Людмила Іванівна              |      | Самовисування                                           | Харківська область        | 181      |            | 14.05.2002          | 25.05.2006         |
| Каратуманов Олег Юрійович              |      | Блок «За єдину Україну!»                                | Харківська область        | 182      |            | 14.05.2002          | 25.05.2006         |
| Беспалов Олег Павлович                 |      | Самовисування                                           | Херсонська область        | 183      |            | 14.05.2002          | 25.05.2006         |
| Демьохін Володимир Анатолійович        |      | Самовисування                                           | Херсонська область        | 184      |            | 14.05.2002          | 25.05.2006         |
| Фіалковський Володимир Олександрович   |      | Самовисування                                           | Херсонська область        | 185      |            | 14.05.2002          | 25.05.2006         |
| Баграєв Микола Георгійович             |      | Самовисування                                           | Херсонська область        | 186      |            | 14.05.2002          | 25.05.2006         |
| Ніколаєнко Станіслав Миколайович       |      | Соціалістична партія України                            | Херсонська область        | 187      |            | 14.05.2002          | 07.07.2005         |
| Лукашук Олег Григорович                |      | СДПУ(о)                                                 | Хмельницька область       | 188      |            | 14.05.2002          | 25.05.2006         |
| Олуйко Віталій Миколайович             |      | Блок «За єдину Україну!»                                | Хмельницька область       | 189      |            | 14.05.2002          | 25.05.2006         |
| Шпак Василь Федорович                  |      | Блок «За єдину Україну!»                                | Хмельницька область       | 190      |            | 14.05.2002          | 25.05.2006         |
| Чикал Адам Васильович                  |      | Самовисування                                           | Хмельницька область       | 191      |            | 14.05.2002          | 25.05.2006         |
| Дубицький В'ячеслав Володимирович      |      | Самовисування                                           | Хмельницька область       | 192      |            | 14.05.2002          | 25.05.2006         |
| Буряк Сергій Васильович                |      | Самовисування                                           | Хмельницька область       | 193      |            | 14.05.2002          | 25.05.2006         |
| Нечипорук Володимир Павлович           |      | Самовисування                                           | Хмельницька область       | 194      |            | 14.05.2002          | 25.05.2006         |
| Терещук Сергій Миколайович             |      | Блок «За єдину Україну!»                                | Черкаська область         | 195      |            | 14.05.2002          | 25.05.2006         |
| Губський Богдан Володимирович          |      | Самовисування                                           | Черкаська область         | 196      |            | 14.05.2002          | 25.05.2006         |
| Тимошенко Віктор Анатолійович          |      | Самовисування                                           | Черкаська область         | 197      |            | 14.05.2002          | 25.05.2006         |
| Челомбітко Ігор Васильович             |      | Самовисування                                           | Черкаська область         | 198      |            | 14.05.2002          | 25.05.2006         |
| Кузьменко Петро Павлович               |      | Самовисування                                           | Черкаська область         | 199      |            | 14.05.2002          | 25.05.2006         |
| Райков Борис Сергійович                |      | Самовисування                                           | Черкаська область         | 200      |            | 14.05.2002          | 25.05.2006         |
| Шуфрич Нестор Іванович                 |      | Блок Віктора Ющенка «Наша Україна»                      | Черкаська область         | 201      |            | 03.09.2002          | 25.05.2006         |
| Король Віктор Миколайович              |      | Блок Віктора Ющенка «Наша Україна»                      | Чернівецька область       | 202      |            | 14.05.2002          | 25.05.2006         |
| Манчуленко Георгій Манолійович         |      | Блок Віктора Ющенка «Наша Україна»                      | Чернівецька область       | 203      |            | 14.05.2002          | 25.05.2006         |
| Бауер Михайло Йозефович                |      | Самовисування                                           | Чернівецька область       | 204      |            | 14.05.2002          | 25.05.2006         |
| Каденюк Леонід Костянтинович           |      | Самовисування                                           | Чернівецька область       | 205      |            | 14.05.2002          | 25.05.2006         |
| Мельничук Валентин Васильович          |      | Самовисування                                           | Чернігівська область      | 206      |            | 14.05.2002          | 03.04.2003         |
| Ярославський Олександр Владиленович    |      | Самовисування                                           | Чернігівська область      | 206      |            | 17.06.2003          | 25.05.2006         |
| Атрошенко Владислав Анатолійович       |      | Блок Віктора Ющенка «Наша Україна»                      | Чернігівська область      | 207      |            | 14.05.2002          | 07.07.2005         |
| Волков Олександр Михайлович            |      | Блок «Демократична партія України — Демократичний союз» | Чернігівська область      | 208      |            | 14.05.2002          | 25.05.2006         |
| Плющ Іван Степанович                   |      | Самовисування                                           | Чернігівська область      | 209      |            | 14.05.2002          | 25.05.2006         |
| Шпиг Федір Іванович                    |      | Самовисування                                           | Чернігівська область      | 210      |            | 14.05.2002          | 25.05.2006         |
| Петров Олег Володимирович              |      | Блок «За єдину Україну!»                                | Чернігівська область      | 211      |            | 14.05.2002          | 25.05.2006         |
| Черновецький Леонід Михайлович         |      | Самовисування                                           | м. Київ                   | 212      |            | 14.05.2002          | 25.05.2006         |
| Задорожній Олександр Вікторович        |      | Блок «Єдність»                                          | м. Київ                   | 213      |            | 14.05.2002          | 25.05.2006         |
| Поліщук Микола Єфремович               |      | Блок Віктора Ющенка «Наша Україна»                      | м. Київ                   | 214      |            | 14.05.2002          | 07.07.2005         |
| Мокроусов Анатолій Олексійович         |      | Блок «Єдність»                                          | м. Київ                   | 215      |            | 14.05.2002          | 25.05.2006         |
| Терьохін Сергій Анатолійович           |      | Блок Віктора Ющенка «Наша Україна»                      | м. Київ                   | 216      |            | 14.05.2002          | 08.09.2005         |
| Сташевський Станіслав Телісфорович     |      | Блок «Єдність»                                          | м. Київ                   | 217      |            | 14.05.2002          | 20.10.2005         |
| Горбаль Василь Михайлович              |      | Самовисування                                           | м. Київ                   | 218      |            | 14.05.2002          | 25.05.2006         |
| Бондаренко Володимир Дмитрович         |      | Блок Віктора Ющенка «Наша Україна»                      | м. Київ                   | 219      |            | 14.05.2002          | 25.05.2006         |
| Асадчев Валерій Михайлович             |      | Блок Віктора Ющенка «Наша Україна»                      | м. Київ                   | 220      |            | 14.05.2002          | 25.05.2006         |
| Лебедівський Валерій Анатолійович      |      | Блок Віктора Ющенка «Наша Україна»                      | м. Київ                   | 221      |            | 14.05.2002          | 25.05.2006         |
| Оробець Юрій Миколайович               |      | Самовисування                                           | м. Київ                   | 222      |            | 14.05.2002          | 25.05.2006         |
| Беспалий Борис Якович                  |      | Блок Віктора Ющенка «Наша Україна»                      | м. Київ                   | 223      |            | 14.05.2002          | 25.05.2006         |
| Вернидубов Іван Васильович             |      | Блок «За єдину Україну!»                                | м. Севастополь            | 224      |            | 14.05.2002          | 25.05.2006         |
| Заічко Віктор Олександрович            |      | Блок «За єдину Україну!»                                | м. Севастополь            | 225      |            | 14.05.2002          | 25.05.2006         |